# Chapelle Saint-Félix de Castelmaure
La chapelle Saint-Félix de Castelmaure est une chapelle située à Embres-et-Castelmaure dans le département français de l'Aude en région Occitanie.

## Description
L'édifice de style roman est en croix latine, avec abside demi-circulaire voûtée en cul de four. Des chapelles latérales forment transept et sont voûtées en berceau transversal. Une légère dissymétrie paraît due à des tassements dont les effets ont certainement été combattus vers le XVIIe siècle par l'épaulement de contreforts extérieurs. Ces restaurations ont quelque peu altéré l'aspect extérieur de l'abside qui devait, primitivement, offrir un décor lombard dont il reste quatre lesennes sur six et de faibles amorces de l'arcature aveugle. La couverture, qui devait être primitivement en dalles et à pente assez forte, a été ultérieurement modifiée par exhaussement des murs goutterots et pose de tuiles canal sur charpente. Le mur de fond est percé d'un oculus cruciforme, semblable à ceux des églises de Catalogne. La surélévation du mur en clocheton à deux baies est d'une autre construction, mais les baies campanaires présentent cependant un aspect très archaïque.

## Localisation
La chapelle est située sur la commune d'Embres-et-Castelmaure, dans le département français de l'Aude.

## Historique
La construction originale date des XIe – XIIe siècles mais l'église n'apparaît dans les documents qu'à partir de 1404.
Les dernières modifications datent du XVIIIe siècle. L'église fut abandonnée au XIXe siècle au profit de l'église d'Embres.
L'édifice est inscrit au titre des monuments historiques en 1948.
Elle est propriété de la commune.

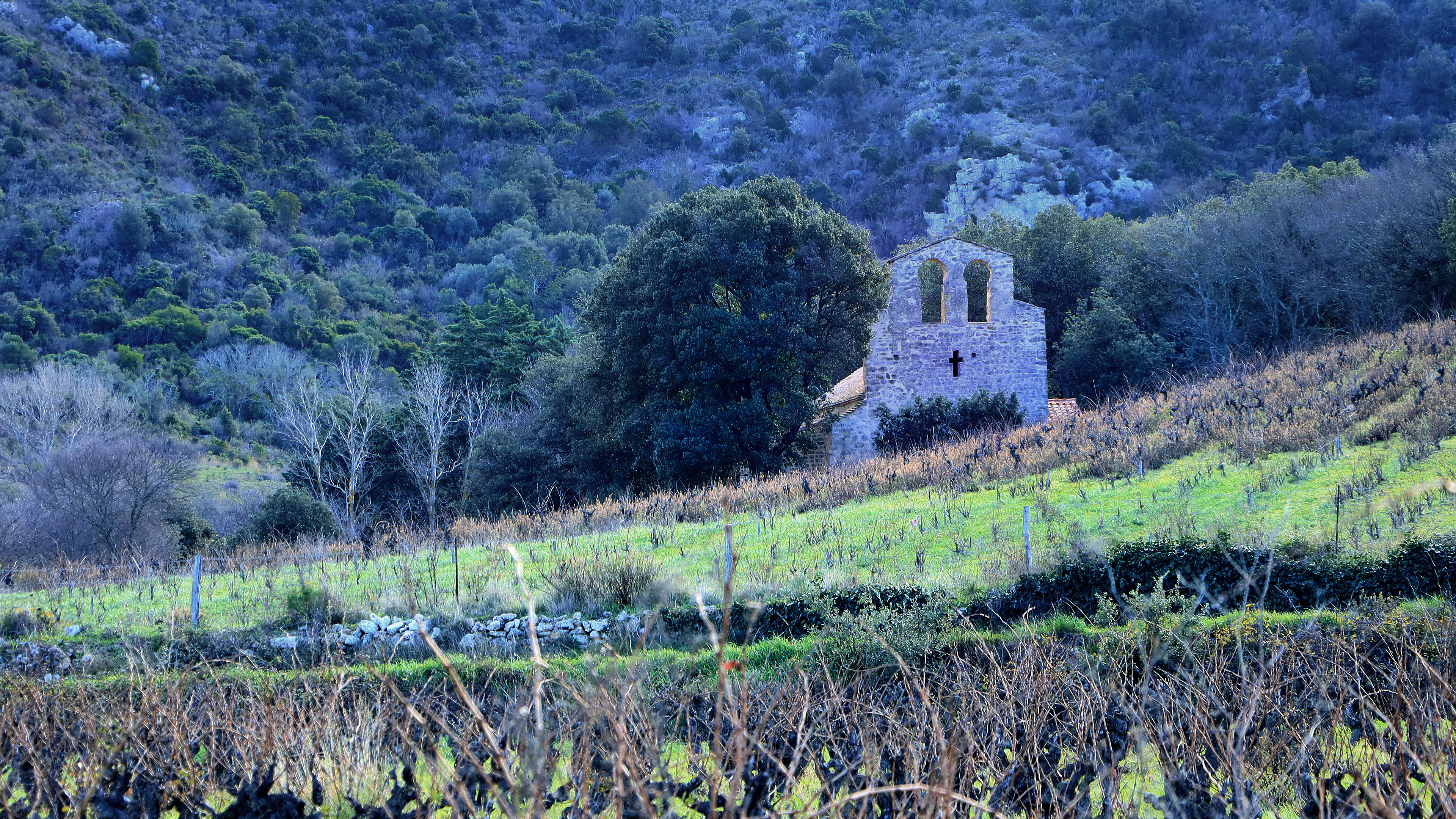
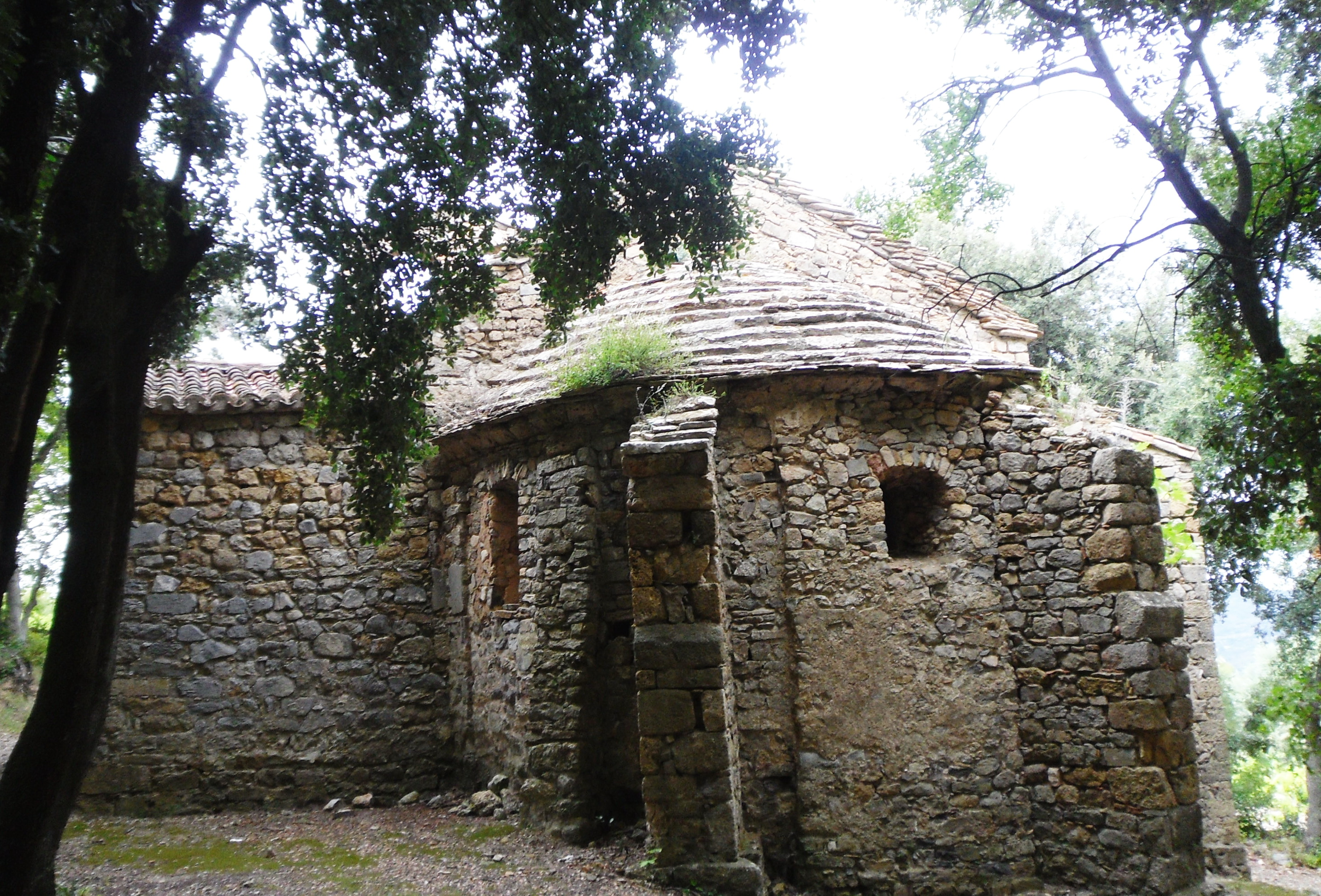
La chapelle en 2011.
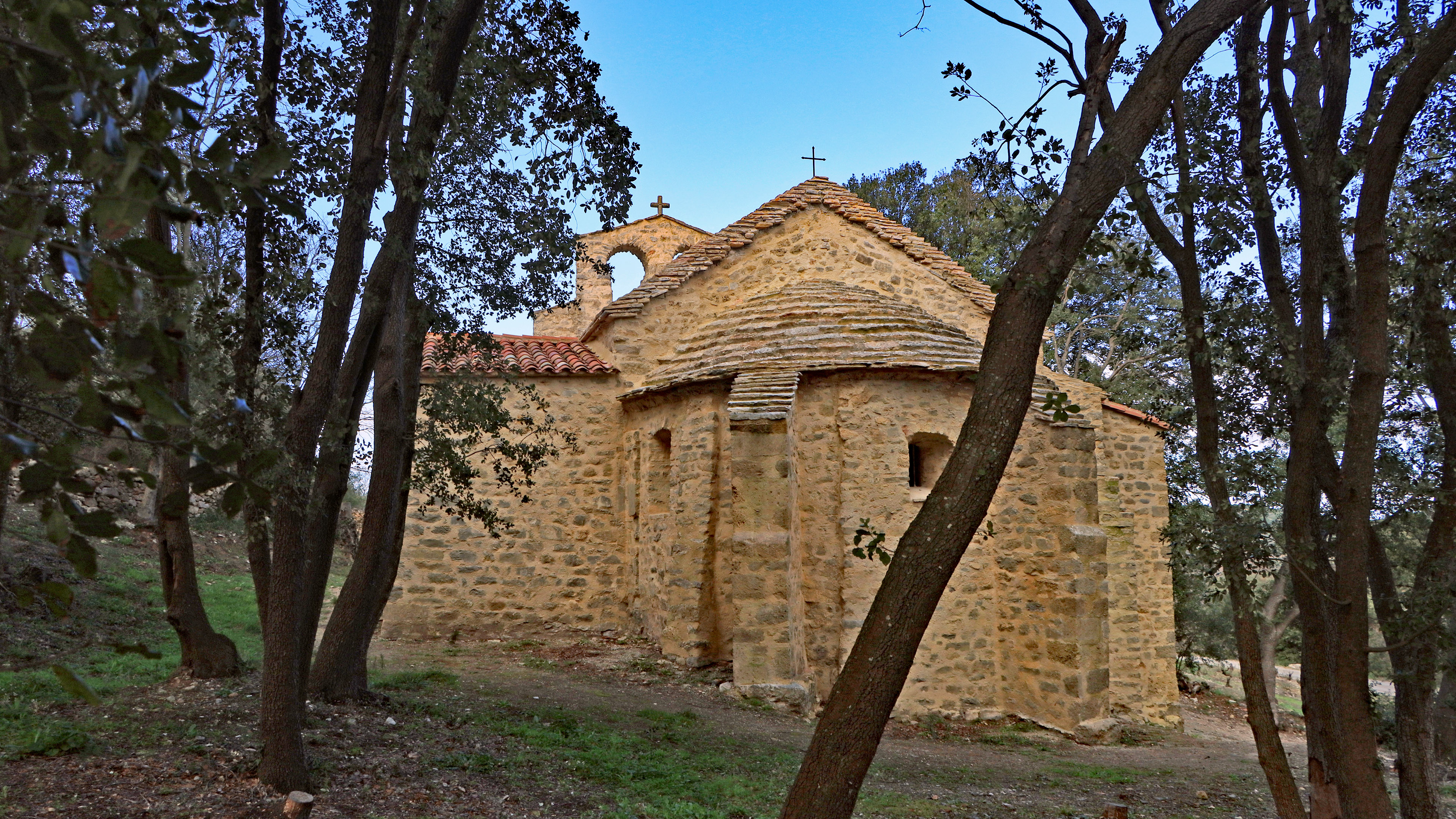
La chapelle en 2025.
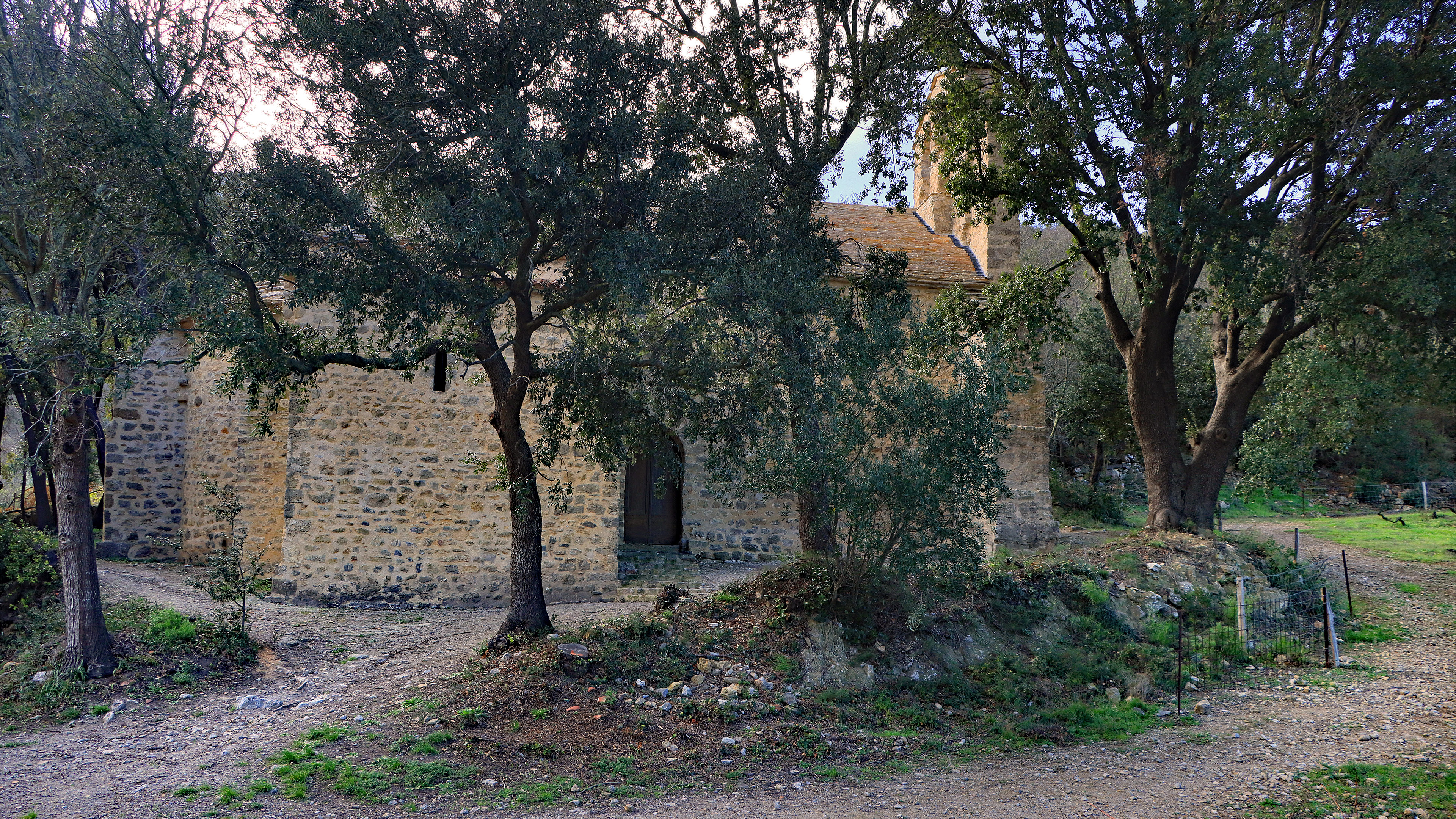
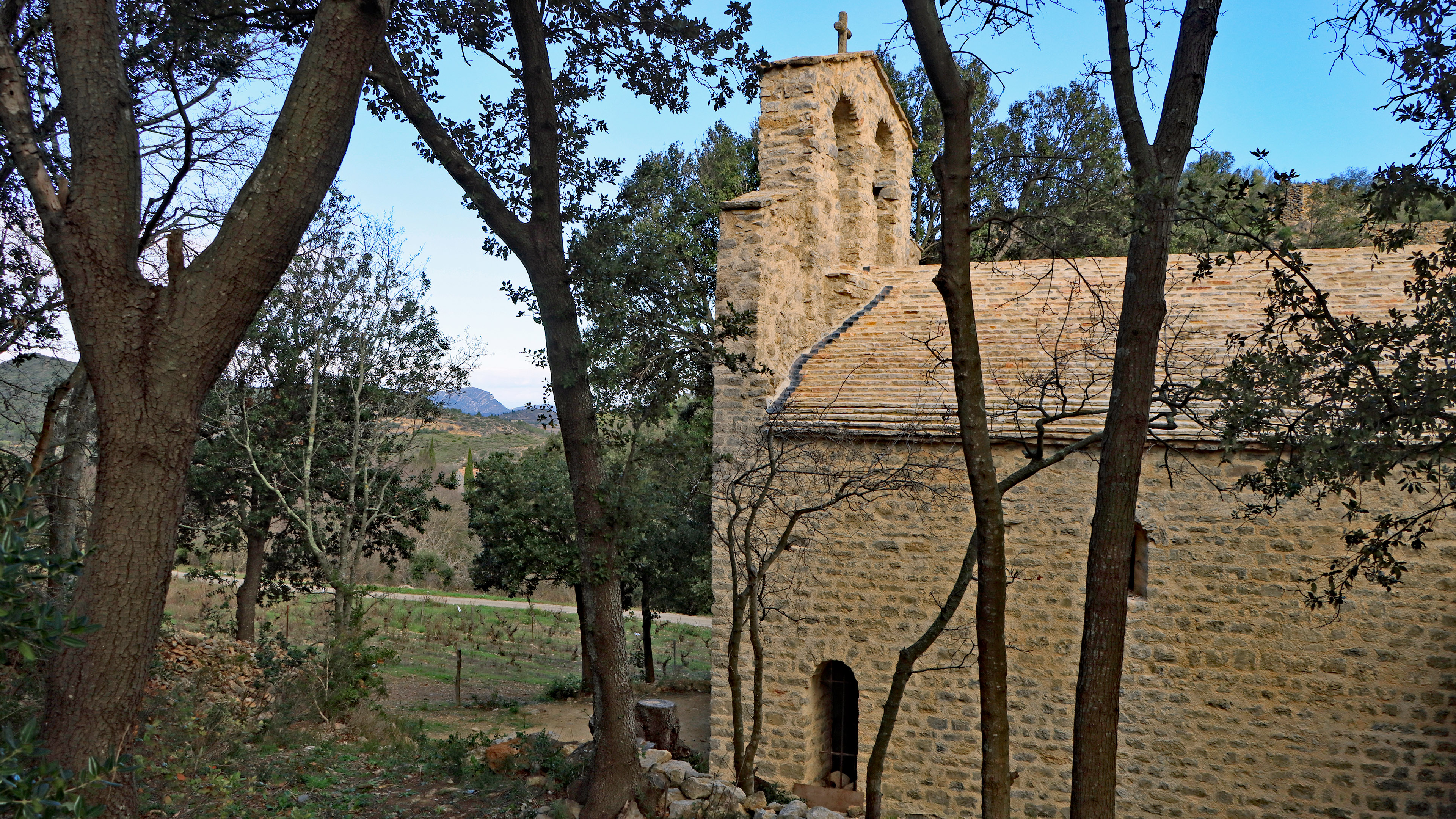
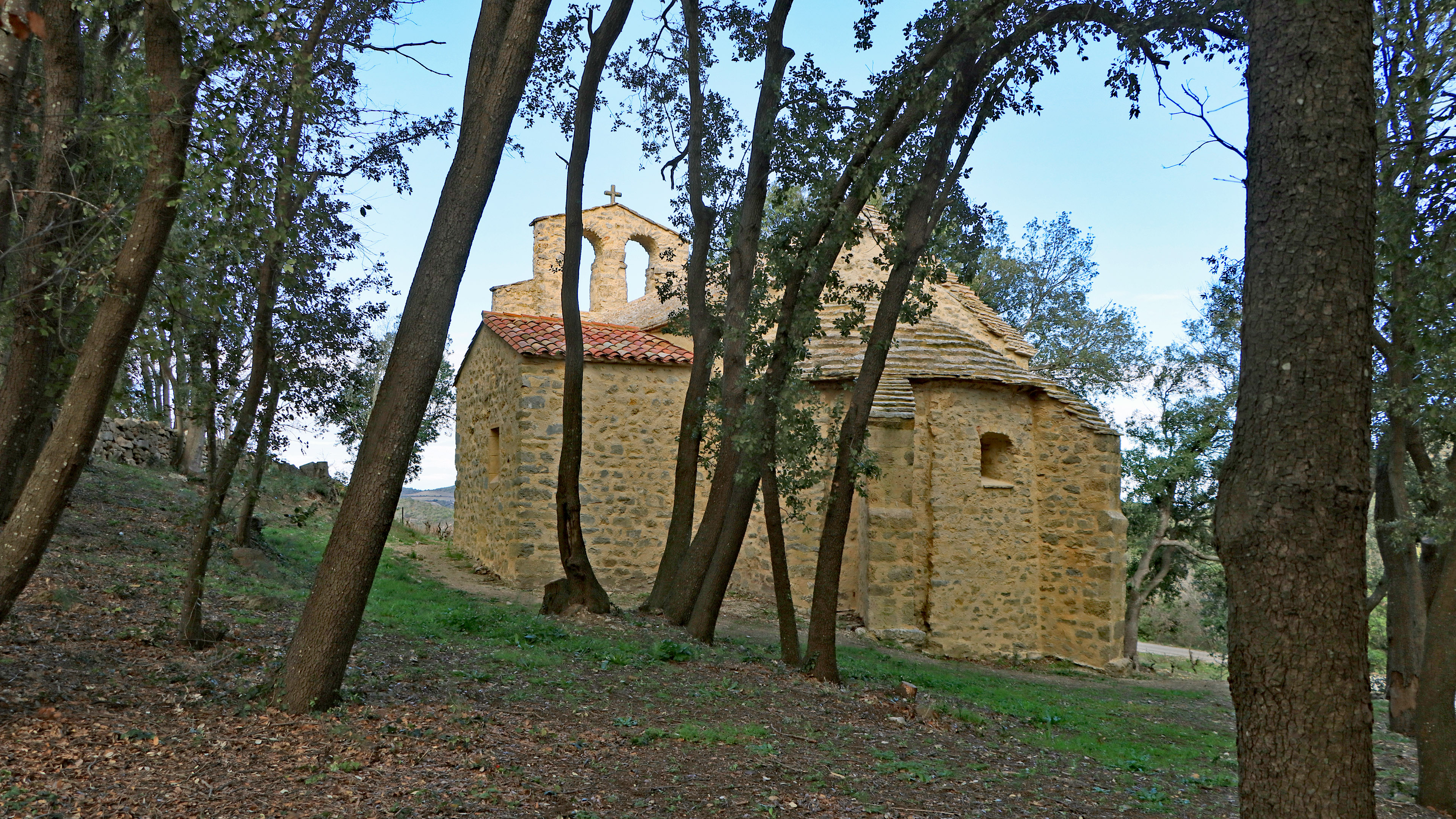